# Пейдж Мэтьюс
Пейдж Мэ́тьюс, иногда Пейдж Холливелл (англ. Paige Matthews) — персонаж телесериала «Зачарованные», одна из главных героинь сериала, добрая ведьма-зачарованная. Была введена в сериал с 4-го сезона как замена погибшей Прю. Её играет актриса Роуз Макгоуэн.

## Жизнь до событий сериала
Пейдж — четвёртая дочь Патриции Холливелл, но её отцом является не законный муж Петти — Виктор Беннет, как у остальных Зачарованных, а ангел-хранитель Сэм Вайлдер. Родилась 2 августа 1977 г. Пейдж никогда не знала о своём колдовском даре. Так как связи между хранителями и ведьмами запрещены, Петти и Сэм принесли Пейдж в церковь и отдали монахине с единственной просьбой — чтобы имя девочки начиналось на «П».
Ребёнка удочерили в раннем возрасте мистер и миссис Мэтьюс и назвали её Пейдж. Она была трудным подростком: употребляла алкоголь, курила, прогуливала школу и постоянно ругалась с приёмными родителями, которые, несмотря ни на что, очень любили приемную дочь. Однажды вся семья попала в ужасную автокатастрофу, в которой каким-то чудом выжила лишь Пейдж. Тогда она взялась за ум, окончила школу. Пейдж смогла поступить в колледж при университете в Беркли, благодаря замечательному эссе о смерти своих родителей. Окончив колледж, она стала работать в Социальной службе Саус-Бэй, помогая бедным и брошенным. Через несколько лет Пейдж захотела узнать всё о своих биологических родителях. Она пошла в полицию и узнала, что, скорее всего, её матерью была Патриция Холливелл, которая жила где-то поблизости. Но поскольку Пэтти умерла, то Пейдж боялась приближаться к сёстрам.
Но она начинает ходить в «P3», поскольку чувствует своё родство с сёстрами Холливелл.

## Жизнь с магией
Магические силы: телекинетическое перемещение, телепортация (как у Хранителей) изменение облика, исцеление, фотокинез, сферический щит, парение, телепатия эмпатического свойства (способность понимать любой язык подопечных и принятие вызовов от старейшин и будущих Хранителей) при исполнении обязанностей Хранителя.

### Первая встреча
После смерти Прю Пайпер всячески пытается вернуть её к жизни. Она использует заклинание для вызова сестры, которое должно вернуть силу Трёх, но вместо этого оно начинает действовать на Пейдж и приводит её на похороны. Там она пожимает руку Фиби, из-за чего у той возникает видение о нападении Шекса. Фиби с Коулом Тёрнером спасают Пейдж от смерти. Она приходит в особняк Зачарованных и знакомится с Пайпер. Сила Трёх восстановлена, вместе они побеждают Шекса. Но Пейдж пугается магии и убегает. В Шейна, парня девушки, вселяется Хозяин, чтобы переманить её на сторону зла, но ему это не удаётся. Вместо этого он наносит смертельное ранение Коулу. Лео не может исцелить демона сам, но с помощью Пейдж им это удаётся. Фиби и Пайпер вызывают свою маму, чтобы познакомить её с Пейдж.

## Принятие сёстрами. Конфликт с Пайпер
Сначала Пайпер совершенно не принимает новую сестру, считая это предательством по отношению к Прю. Пайпер хочет навсегда забыть о магии и гибели любимой сестры, а тут – совершенно не похожая на Прю незнакомка, оказавшаяся её третьей сестрой — надежда на восстановление Силы Трёх. В Пейдж нет рассудительности и размеренности Прю, она более юная как по возрасту, так и по мировоззрению. Такая непохожесть двух сестёр — мёртвой Прю и живой, новообретённой Пейдж, злит и смущает Пайпер. Но позже, по мере развития событий, Пейдж демонстрирует свои лучшие качества — великодушие (она с радостью готова принять Фиби, ставшей Королевой Зла), терпимость, решительность и понимание. Отношения Пайпер и Пейдж становятся всё лучше и лучше, и через некоторое время Пайпер называет Пейдж сестрой и принимает её.
Пейдж добрая, любопытная, смелая и быстро учится. Будучи наполовину Хранителем, она проявляет такие черты, как пацифизм и заботливость. Девушка буквально не может пройти мимо любого несчастного человека. Эти качества  проявлялись ещё до обретения магической силы: девушка работала в социальной службе.  Однако, иногда Пейдж неосторожна, невнимательна и не думает о последствиях. А излишняя прямота не раз приводила к размолвкам с сёстрами и окружающими.

### Четвёртый сезон
После этого Пейдж переезжает в Особняк Холливелл и занимает комнату Прю. Сёстры обучают её колдовству, но сначала не очень успешно — Пейдж умудряется поменяться местами с Фиби и украсть принца у своей прошлой жизни. Пайпер удаётся обучить Пейдж искусству приготовления зелий. Её способности ангела-хранителя проявились, когда та почувствовала зло в доме демона. Она пытается защитить Финна, глиняное создание демона Гаммила, но ей это не удаётся. Пейдж тяжело переживает свою первую магическую неудачу. В конце-концов младшая Зачарованная смиряется с тем, что магия стала частью её жизни.
На протяжении сезона Пейдж то встречается, то расстаётся с своим другом детства — Гленом. Вскоре он узнаёт, что она ведьма, и становится её лучшим другом.

### Пятый сезон
Чтобы посвятить всё своё время магии, Пейдж бросает работу в социальной службе. Пейдж вовсю погружена в заботы о демонах. Одной из главных своих целей Пейдж ставит уничтожение Коула. Ей это удаётся в 11-й серии. Пейдж очень сильно переживает, что не может сравниться с Прю по части владения магией, однако её успехи поражают. В этом сезоне Пейдж то встречается, то расстаётся с парнями, не задерживаясь надолго ни с кем. В последних 2 сериях Пейдж становится богиней войны и помогает уничтожить Титанов.

### Шестой сезон
В отличие от 5 сезона, в этом сезоне Пейдж пытается найти себя вне магии, поэтому устраивается на разные временные работы. Но на каждой из них случается что-то магическое. Пейдж смиряется со своей судьбой. В одной из серий Пейдж наделяет Деррила Морриса сверхчеловеческой силой, что доставляет ему массу комических неприятностей. В этом сезоне встречается и расстаётся с Ричардом — могущественным магом, у которого огромные неприятности с магией. Также Пейдж пытается помочь Крису спасти Уайатта от зла. В последней серии вместе с Фиби и Лео Пейдж спасает мир.

### Седьмой сезон
Пейдж решает не дать закрыть Школу Магии и становится её директором. В сезоне много действий происходят в Школе, несколько серий напрямую связаны с ней. Пейдж встречается с агентом ФБР Кайлом Броди (помешанном на уничтожении Аватаров), который в середине сезона умирает и становится ангелом-хранителем. В сезоне 2 антагониста: Аватары и Занку. Также постоянно Зачарованным мешает инспектор полиции Шеридан, которая в конце погибает от руки Занку. Когда Лео становится человеком, Пейдж передаёт ему полномочия директора Школы Магии. В последней серии Пейдж вместе с сёстрами инсценирует собственную смерть и меняет облик.

### Восьмой сезон
Пейдж принимает образ Джо Беннет, одной из трёх кузин. Знакомится с парнем, но понимает, что его интересует её облик, а не она сама. Поэтому меняет свою внешность назад. Занимается обучением Билли Дженкинс. Защищает своих подзащитных и является связующим звеном между сёстрами и Зачарованными. Выходит замуж за Генри Митчелла (исполнитель роли — Иван Сергей/Ivan Sergei).

### Комиксы
После Великой Битвы Пейдж узнаёт, что беременна девочками-близнецами, которых решает назвать Кэт и Тамора. Вскоре усыновляет мальчика, которого Пейдж и Генри решают назвать Генри-младшим.
Пейдж получает новую магическую силу — Сферический щит. Теперь она может создавать магические барьеры, которые могут поглощать магию противника и даже нанести ему серьёзный вред, а также создавать сферические шары, подобие энергетическим и огненным шарам.

## Смерти
- 5x03 «И жили они долго и счастливо…» (англ. Happily Ever After) — превратилась в Белоснежку и умерла.
- 5x07 «Возвращение Барбаса» (англ. Sympathy for the Demon) — демон Барбас подговаривает Фиби так, что та убивает Пейдж кинжалом.
- 5х08 «Ведьма во времени» (англ. A Witch In Time) — убита колдуном Баккарой из будущего.
- 6x07 «Спасители душ» (англ. Soul Survivor) — отдала свою душу, чтобы спасти начальника.
- 6х08 «Меч в большом городе» (англ. Sword and the City) — убита демоном по приказу Пайпер.
- 6х15 «Я мечтаю о Фиби» (англ. I_Dream_of_Phoebe) — убита джином.
- 7х05 «Клиент всегда мёртв» (англ. Styx Feet Under) — убита демоном-полукровкой Сирком.
- 8х21 «Убить Билли, часть вторая» (англ. Kill Billie Vol. 2) — убита Билли и Кристи во время поединка с Зачарованными.

## Стиль героини
В начале Пейдж предстаёт перед зрителями с чёрными длинными волосами и минимальным количеством макияжа.
В 5 сезоне её волосы становятся тёмно-рыжими, а их длина сокращается до каре. Это объясняется тем, что она облилась зельем. К концу сезона волосы становятся более светлыми, и она использует больше косметики: губы красит в ярко-розовый или ярко-красный цвета вплоть до 7 сезона. В эпизоде 6х16 она становится шатенкой, а к концу сезона цвет волос становится шоколадным. 
В 7 сезоне длина волос Пейдж становится такой же, как и в 4 сезоне. В 7 и 8 сезонах тёмный цвет волос сохраняется, но в 7 сезоне у героини появляется чёлка.